# Abraham Gutt
Abraham Gutt (in ebraico אברהם גוט‎?; 10 marzo 1944) è un ex cestista israeliano.

## Carriera
Con Israele ha partecipato a tre edizioni dei Campionati europei (1963, 1965, 1967).

## Palmarès
- Campionato israeliano: 5

Hapoel Tel Aviv: 1959-60, 1960-61, 1964-65, 1965-66, 1968-69
- Coppa di Israele: 2

Hapoel Tel Aviv: 1961-62, 1968-69